# АнгоСат 1
АнгоСат 1 — геостаціонарний супутник зв'язку, що став першим в історії супутником країни Ангола побудований російською компанією РКК «Енергія» і запущений 26 грудня 2017.

## Історія
Проект було засновано в 2009 при підписання угоди між урядами Анголи і Росії, а робота над ним почалася в 2012. Початково апарат передбачалося запустити разом із супутником Енергія 100 на ракеті Зеніт-3SL за допомогою Морського старту в 2016, однак з політичних причин через російську анексію Криму зробили неможливим використання Української пускової ракети. Запуск спочатку було переплановано до конфігурації Ангара A5 / Blok DM-03, і зрештою повернуто до версії з використанням Зеніт-3F, що було запущено із космодрома Байконур 26 грудня 2017, 19:00 UTC. Супутник фінансував Рособоронекспорт, із кредитом в 286,2 мільйонів євро.
На наступний день після запуску 27 грудня 2017 р. російські ЗМІ повідомили про втрату зв'язку із супутником після відокремлення від ракети при виході на орбіту.

## Навантаження
В корисному навантаженні супутника АнгоСат 1 міститься 16 транспондерів C діапазону і 6 транспондерів Ku діапазону.

## Початок експлуатації
Супутник "АнгоСат 1" було виведено на орбіту українською ракетою "Зеніт", яка стартувала з космодрому Байконур в 22:00 за московським часом 26 грудня. Після восьми хвилин штатного польоту від ракети відділився розгінний блок "Фрегат", який вивів супутник на розраховану орбіту в 6:55 за московським часом 27 грудня. Згодом джерело, передало інформацію в РІА Новини, що з борта супутника перестала надходити телеметрія.
28 грудня 2017 року зв'язок було відновлено і отримана телеметрія
Протягом двох місяців після запуску апарат буде переміщений в свою робочу точку стояння. Для цього буде задіяна рухова установка самого апарата, що дозволяє протягом тривалого часу довиводити супутник або коригувати його орбіту.
Космічний апарат було створено на основі нової платформи, що складалася із компонентів російського виробництва. Його маса становить 1647 кілограмів.